# NRLMSISE-00
NRLMSISE-00は、地上から宇宙までの地球の観測に基づく全地球標準大気モデルの一つ。大気の構成要素の温度と密度をモデル化している。
このモデルは、中間圏界面までのモデルである国際標準大気よりも高高度(～1000km)までの大気をモデル化しており、そのため空気抵抗による衛星軌道の変化の予測のほかレーザーや天体望遠鏡に対し空気のもたらす影響を予測するために有用である。

## モデル条件・要素
このモデルには以下の条件を指定できる。
- 年月日
- 時刻
- 高度(0～1000kmまで)
- 経度
- 緯度
- 視太陽時
- 81日間の平均F10.7 solar flux
- 前日のF10.7 solar flux
- Daily magnetic index

そして指定された条件における次のデータを得ることができる。
- ヘリウム密度
- 酸素単原子密度
- 酸素分子密度
- 窒素単原子密度
- 窒素分子密度
- アルゴン密度
- 水素密度
- 大気密度
- 異常酸素(500km以上の外気圏に存在する高温のイオン化酸素単原子)
- 外気圏温度
- 温度